# Fredi Murer
Pour les articles homonymes, voir Murer.
Alfred Melchior Murer (né le 1er octobre 1940 à Beckenried) est un réalisateur, photographe, prestidigitateur et dessinateur suisse.

## Biographie
Cadet de six enfants, Fredi Murer grandit à Altdorf (canton d'Uri) où ses parents se sont installés. En 1959, il s'inscrit à l'École des beaux-arts de Zurich.
Lors de l'Expo 64 de Lausanne, il travaille sur la conception d'images pour le pavillon « Système scolaire et éducation » par Max Bill et Josef Müller Brockmann. Il se consacre ensuite à son activité de cinéaste. En 1970, il part à Londres où il enseigne la peinture à la Guildford School of Art, aujourd'hui connue sous le nom de University of the Creative Arts (UCA) à Guildford. 
De retour d'Angleterre, il réalise son premier grand documentaire, Wir Bergler... (1974), consacré à la paysannerie de montagne. Il fait un séjour aux États-Unis d'Amérique. Il réalise Zone grise (1978), fiction qui s'interroge sur le malaise existentiel dans nos villes. En 1985, il réalise L'Âme-sœur, drame d'un inceste montagnard aux accents de tragédie grecque. 
En 2006, il réalise le film Vitus, qui remporte de nombreux prix internationaux.
- 2006 Prix du public à Rome, Los Angeles, Chicago
- 2007 Prix du Cinéma suisse - Meilleur film de fiction
- 2007 Prix du public, à Soleure
- 2007 Berlinale - Ours de bronze

## Filmographie
- 1965 : Pacifique - Ou les bienheureux
- 1967 : High and Heimkiller
- 1968 : Swiss Made (de)
- 1972 : Passagen (TV)
- 1975 : Wir Bergler in den Bergen sind eigentlich nicht schuld, daß wir da sind
- 1979 : Grauzone
- 1985 : L'Âme-sœur (Höhenfeuer)
- 1990 : Der Grüne Berg
- 1998 : Pleine Lune (Vollmond)
- 2004 : Downtown Switzerland
- 2006 : Vitus